# La Ferrière-Bochard
Pour les articles homonymes, voir La Ferrière.
La Ferrière-Bochard est une commune française, située dans le département de l'Orne en région Normandie, peuplée de 706 habitants.

## Géographie
La Ferrière-Bochard est située à environ 10 km à l'ouest d'Alençon, tout près de la confluence de la Sarthe et du Sarthon. La commune est sur les « sables du Maine » d'âge cénomanien, eux-mêmes posés sur le granite de Saint-Pierre-des-Nids.
La commune de La Ferrière-Bochard est desservie par le réseau de bus Alto faisant partie des Transports Urbains de la Communauté Urbaine d’Alençon. La Ferrière-Bochard est desservie par les lignes Iténéo 4, Iténéo Access, Domino 5 (Primaires) et 8.
| Ravigny (Mayenne)                                      | Saint-Denis-sur-Sarthon | Pacé    |
| Saint-Pierre-des-Nids (Mayenne)                        | La Ferrière-Bochard     | Mieuxcé |
| Saint-Pierre-des-Nids (Mayenne), Saint-Céneri-le-Gérei | Saint-Céneri-le-Gérei   | Mieuxcé |

### Hydrographie
La commune est située dans le bassin Loire-Bretagne. Elle est drainée par le Sarthon et un autre petit cours d'eau.
Le Sarthon, d'une longueur de 25 km, prend sa source dans la commune de Rouperroux, près du hameau des Carrières, à une altitude de 325 mètres, et se jette  dans la Sarthe en limite de Saint-Céneri-le-Gérei et de Saint-Pierre-des-Nids, face à Saint-Léonard-des-Bois, à une altitude de 117 mètres, après avoir traversé onze communes. Les caractéristiques hydrologiques du Ru de Vaux sont données par la station hydrologique située sur la commune de Saint-Céneri-le-Gérei. Le débit moyen mensuel est de 1,8 m3/s. Le débit moyen journalier maximum est de 18,9 m3/s, atteint lors de la crue du 21 octobre 2012. Le débit instantané maximal est quant à lui de 24,6 m3/s, atteint le même jour.

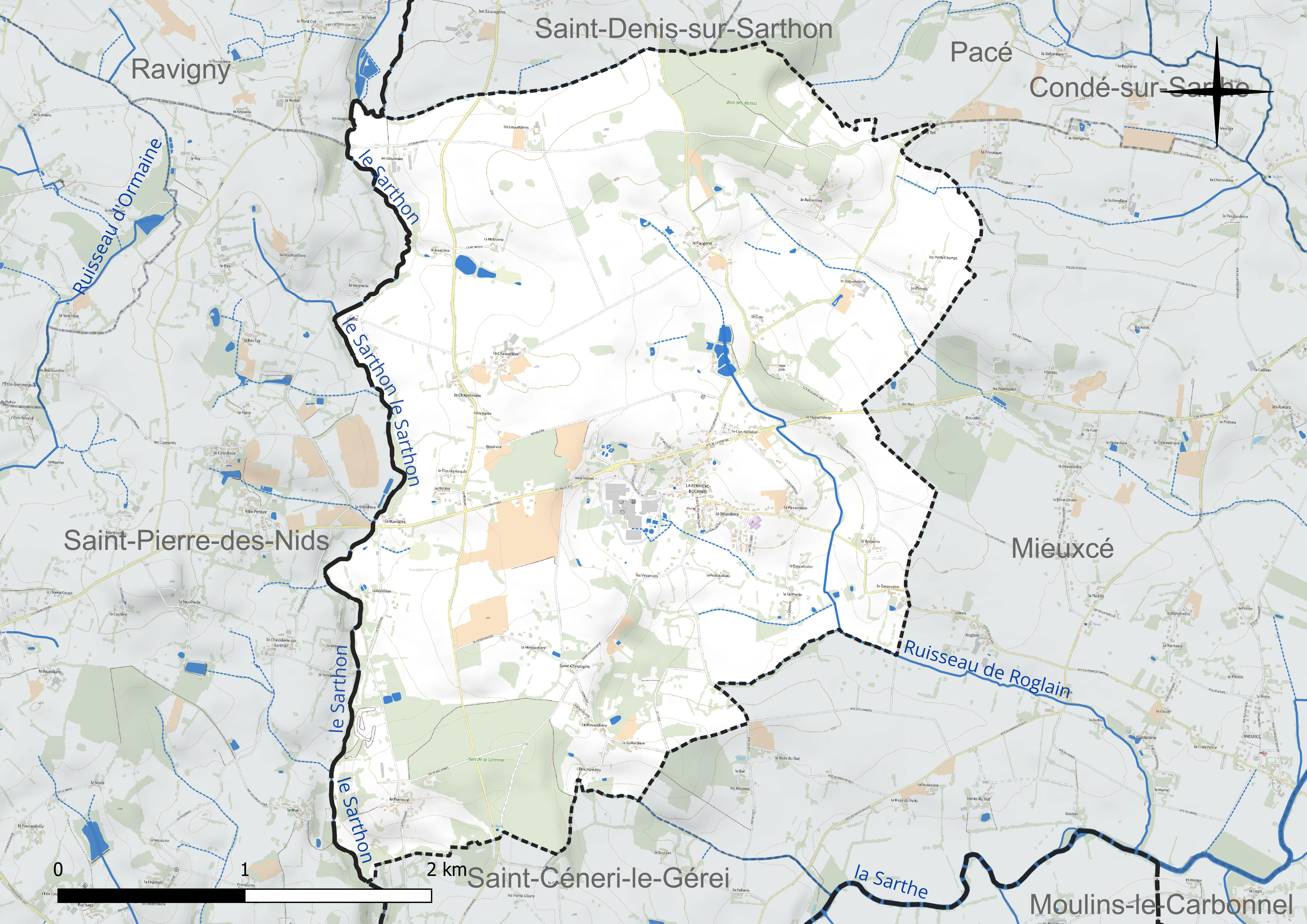
Réseau hydrographique de la Ferrière-Bochard.

### Climat
Pour des articles plus généraux, voir Climat de la Normandie et Climat de l'Orne.
En 2010, le climat de la commune est de type climat océanique dégradé des plaines du Centre et du Nord, selon une étude du CNRS s'appuyant sur une série de données couvrant la période 1971-2000. En 2020, Météo-France publie une typologie des climats de la France métropolitaine dans laquelle la commune est dans une zone de transition entre le climat océanique et le climat océanique altéré et est dans la région climatique Normandie (Cotentin, Orne), caractérisée par une pluviométrie relativement élevée (850 mm/a) et un été frais (15,5 °C) et venté. Parallèlement le GIEC normand, un groupe régional d’experts sur le climat, différencie quant à lui, dans une étude de 2020, trois grands types de climats pour la région Normandie, nuancés à une échelle plus fine par les facteurs géographiques locaux. La commune est, selon ce zonage, exposée à un « climat des plateaux abrités », se caractérisant par une pluviométrie et des contraintes thermiques modérées mais aussi, par effet de continentalité, des températures plus contrastées qu'au nord dans la plaine de Caen, avec communément 10 à 15 jours par an de plus de froid en hiver et de chaleur en été.
Pour la période 1971-2000, la température annuelle moyenne est de 10,5 °C, avec une amplitude thermique annuelle de 13,9 °C. Le cumul annuel moyen de précipitations est de 762 mm, avec 12,2 jours de précipitations en janvier et 7,2 jours en juillet. Pour la période 1991-2020, la température moyenne annuelle observée sur la station météorologique la plus proche, située sur la commune d'Alençon à 9 km à vol d'oiseau, est de 11,3 °C et le cumul annuel moyen de précipitations est de 743,7 mm,. Pour l'avenir, les paramètres climatiques de la commune estimés pour 2050 selon différents scénarios d’émission de gaz à effet de serre sont consultables sur un site dédié publié par Météo-France en novembre 2022.

## Urbanisme

### Typologie
Au 1er janvier 2024, La Ferrière-Bochard est catégorisée commune rurale à habitat dispersé, selon la nouvelle grille communale de densité à sept niveaux définie par l'Insee en 2022.
Elle est située hors unité urbaine. Par ailleurs la commune fait partie de l'aire d'attraction d'Alençon, dont elle est une commune de la couronne,. Cette aire, qui regroupe 89 communes, est catégorisée dans les aires de 50 000 à moins de 200 000 habitants,.

### Occupation des sols
L'occupation des sols de la commune, telle qu'elle ressort de la base de données européenne d’occupation biophysique des sols Corine Land Cover (CLC), est marquée par l'importance des territoires agricoles (85,5 % en 2018), une proportion sensiblement équivalente à celle de 1990 (86 %). La répartition détaillée en 2018 est la suivante : 
prairies (46,5 %), terres arables (26,5 %), zones agricoles hétérogènes (12,5 %), forêts (11,1 %), zones urbanisées (3,4 %). L'évolution de l’occupation des sols de la commune et de ses infrastructures peut être observée sur les différentes représentations cartographiques du territoire : la carte de Cassini (XVIIIe siècle), la carte d'état-major (1820-1866) et les cartes ou photos aériennes de l'IGN pour la période actuelle (1950 à aujourd'hui).

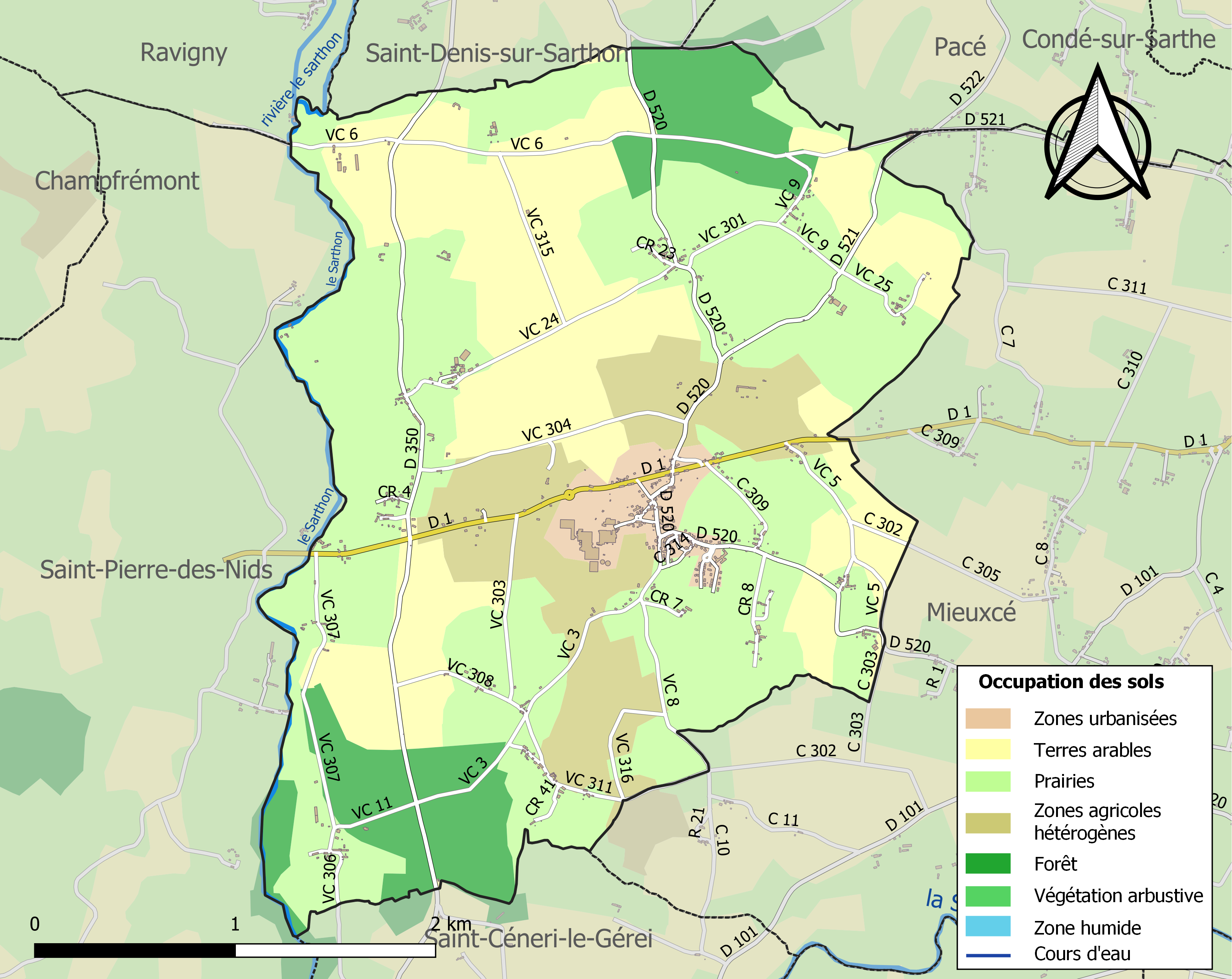
Carte des infrastructures et de l'occupation des sols de la commune en 2018 (CLC).

## Toponymie
Comme tous les Ferrière ou La Ferrière, le toponyme indique un lieu d'extraction ou d'exploitation du fer (oïl ferrière).
« Du Moyen Âge, et même probablement dès l’âge du fer, jusqu’au milieu du XIXe siècle, le minerai de fer était extrait à ciel ouvert, dans des minières creusées au niveau des affleurements du gisement de fer ».
Bochard est un patronyme, variante de Bouchard, voire de Boucard, on se retrouve tout simplement avec un homme possédant une grande bouche.

## Histoire
On y exploitait jadis le minerai de fer (sables du Maine - Cénomanien), d'où le nom de la commune.

## Politique et administration
| Période                                  | Période   | Identité        | Étiquette | Qualité                 |
| ---------------------------------------- | --------- | --------------- | --------- | ----------------------- |
| Les données manquantes sont à compléter. |           |                 |           |                         |
| 1971                                     | mars 2001 | Pierre Petit    | SE        | Instituteur             |
| mars 2001                                | mai 2020  | Alain Lenormand | SE        | Inspecteur d'assurances |
| mai 2020                                 | En cours  | Patrick Joubert |           |                         |

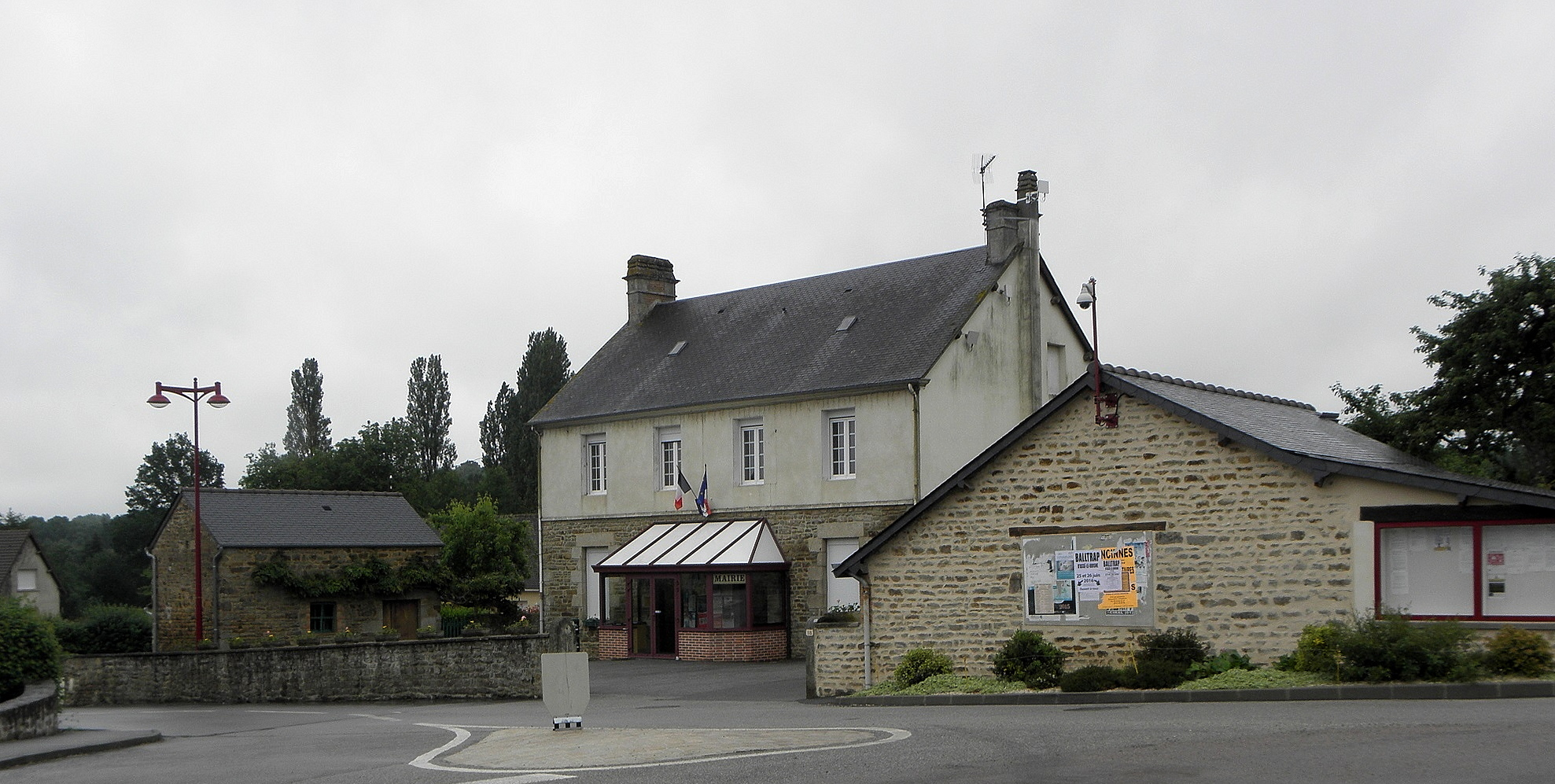
La mairie.

Le conseil municipal est composé de quinze membres dont le maire et trois adjoints.

## Population et société

### Démographie
L'évolution du nombre d'habitants est connue à travers les recensements de la population effectués dans la commune depuis 1793. Pour les communes de moins de 10 000 habitants, une enquête de recensement portant sur toute la population est réalisée tous les cinq ans, les populations de référence des années intermédiaires étant quant à elles estimées par interpolation ou extrapolation. Pour la commune, le premier recensement exhaustif entrant dans le cadre du nouveau dispositif a été réalisé en 2006.
En 2022, la commune comptait 706 habitants, en évolution de −4,59 % par rapport à 2016 (Orne : −3,21 %, France hors Mayotte : +2,11 %).
La Ferrière-Bochard a compté jusqu'à 720 habitants en 1861.
| 1793 | 1800 | 1806 | 1821 | 1836 | 1841 | 1846 | 1851 | 1856 |
| ---- | ---- | ---- | ---- | ---- | ---- | ---- | ---- | ---- |
| 629  | 639  | 642  | 677  | 706  | 711  | 677  | 706  | 700  |

| 1861 | 1866 | 1872 | 1876 | 1881 | 1886 | 1891 | 1896 | 1901 |
| ---- | ---- | ---- | ---- | ---- | ---- | ---- | ---- | ---- |
| 720  | 710  | 661  | 677  | 641  | 620  | 600  | 565  | 560  |

| 1906 | 1911 | 1921 | 1926 | 1931 | 1936 | 1946 | 1954 | 1962 |
| ---- | ---- | ---- | ---- | ---- | ---- | ---- | ---- | ---- |
| 543  | 551  | 509  | 476  | 481  | 450  | 394  | 428  | 399  |

| 1968 | 1975 | 1982 | 1990 | 1999 | 2006 | 2011 | 2016 | 2021 |
| ---- | ---- | ---- | ---- | ---- | ---- | ---- | ---- | ---- |
| 401  | 430  | 535  | 572  | 603  | 676  | 687  | 740  | 719  |

| 2022 | - | - | - | - | - | - | - | - |
| ---- | - | - | - | - | - | - | - | - |
| 706  | - | - | - | - | - | - | - | - |

## Économie
- Source Roxane : (embouteillage de soda et de boisson soft (thé + arome), fournissant les eaux de source Cristaline) ; 120 salariés.

## Culture locale et patrimoine

### Lieux et monuments
- Église Notre-Dame.
- Château de la Ferrière, chapelle, parc.
- Château des Louvetières (XVIIIe).

### Personnalités liées à la commune
- Lucien Lobjoit (1893-1996), industriel, créateur de la société Roxane.
- Pierre Papillaud (1935-2017), qui prit sa suite et transforma la société Roxane en groupe international d'eaux minérales.